# Max (ソフトウェア)
Max（マックス）は、サンフランシスコのソフトウェア企業Cycling '74が開発・保守している音楽とマルチメディア向けのグラフィカルな統合開発環境（ビジュアルプログラミング言語）である。作曲家やメディアアーティストらに20年以上使われ続けている。

## Max/MSP
バージョン4まではDSPの追加機能を備えたMax/MSP（マックス・エムエスピー）という名で発売されており、それに追加モジュールとして映像を取り扱うJitter（ジッター）が別売りで販売されていた。
バージョン5からは全てのMaxにJitterが含まれ、MaxとMSPとJitterは一つのパッケージとして販売されるようになった。これにより名称は再びMaxに戻った。

## モジュール化
Maxは非常にモジュール性が高く、ほとんどのルーチンは共有ライブラリの形で存在している。APIによってサードパーティーが（external objectsと呼ばれる）新たなルーチンを開発可能である。結果として、多くのMaxユーザーが商用か否かに関わらず、拡張を行っている。拡張性とグラフィカルなユーザインタフェースにより、Maxはインタラクティブな音楽パフォーマンスソフトウェア開発における共通言語ともいうべき存在になっている。

## 歴史
Maxのオリジナル作成者はミラー・パケット (Miller S. Puckette) であり、1988年にIRCAMで作曲家がインタラクティブなデスクトップミュージック制作システムにアクセスできるように、ピアノとコンピュータを組み合わせたSogitec 4XというシステムのためのエディタPatcherとして作られた。
1989年、IRCAMはMaxの並行処理版を開発し、NeXTにIRCAM Signal Processing Workstationを接続したもので動作するよう移植した（後にSGIのマシンやLinuxにも移植された）。これを Max/FTS (Faster Than Sound) と呼んだ。
1989年、MaxはOpcode Systemsにライセンス供与され、同社は1990年にMax/Opcodeという商用版を販売したが、売れ行きは芳しくなく、数年後に他社に売却されている。現在の商用版Maxは1999年から、Max/Opcodeでの拡張を行ったDavid Zicarelliが1997年に設立したCycling '74によって販売されている。
Maxにはいくつかの拡張があり、特にPure Dataから1997年に移植された音響拡張セットが有名である。これをMSP（Max Signal ProcessingまたはMiller S. Pucketteの略）と呼び、このアドインパッケージをMaxに追加することでデジタル音声信号をリアルタイムで操作可能となり、ユーザーが独自のシンセサイザーやエフェクトプロセッサを作ることが可能となる。それ以前のMaxはハードウェアシンセサイザーやサンプラーなどへのインタフェースとして設計されていて、MIDIその他のプロトコルを制御する言語だった。現在は全てのMaxにMSP機能がバンドルされている。
1998年、Max/FTS の後継がJavaを使って開発され (jMax)、オープンソースとしてリリースされた。
1999年、Maxでビデオのリアルタイム制御を可能とする拡張であるnato.0+55がリリースされた。これは、謎の多いネット上の存在であるNetochka Nezvanovaが開発して配布したものだが、マルチメディアアーティストの間で人気となった。
同じころ、Cycling '74も正式なビデオ制御実装を開発した。2003年にリリースされたJitterというパッケージは、リアルタイムのビデオ/3次元/行列処理機能を提供するものである。これもバージョン5から全てのMaxにバンドルされている。

## 競合ソフトウェア
- Native InstrumentsのReaktorは、シンセサイザーの構築に特化しているため、その目的であればMaxよりも理解しやすい。ただし拡張性は劣る。
- AppleのQuartz Composerもパッチ型プログラミングという共通点がある。
- Pure Data - オリジナルの開発者ミラー・パケットによる自由ソフトウェアプログラムで、1996年にリリースされた。完全に設計し直したものであり、DSPによる信号処理への支援が無いなど、基本的な点でMaxのオリジナルと異なる部分があるが、多くの部分で似ており、Maxを擬似的に代替可能なものとなっている。
- OpenMusic - MAXと同様IRCAMにおいて開発されたオブジェクト指向プログラミング音楽用言語。Maxが主に演奏行為におけるリアルタイム処理を目的とした使い方に適しているのに対し、OpenMusicはあらかじめ準備しておいた楽譜（MIDIデータまたはFinale用フォーマット）やサウンドファイルの出力に適している。SDIFフォーマットに対応しており、Maxをはじめとする様々なソフトウェアとのデータのやり取りも充実している。
- Ableton Live - ライブパフォーマンス、タイムラインベースの制作に強い。Cycling '74とAbletonの共同開発により、2009年、MAX for Liveがリリースされた。

## その他
Maxの名称は、MAXの先祖に当たる世界初の音楽プログラミング言語MUSICを開発したマックス・マシューズに由来する。Maxで開発したプログラムは実行環境と共にスタンドアロンのアプリケーションとすることができ、商用でもフリーでも自由に配布可能である。また、Maxは他のシステムでVSTなどのプラグインとして使うこともできる。
ライブの音楽パフォーマンスでノートパソコンが使われることが多くなり、Maxが開発環境として使われることも多くなっている。

## Maxを利用する主なアーティスト
- 秋田昌美
- リチャード・D・ジェームス
- オウテカ
- 高橋悠治
- 坂本龍一
- 佐近田展康
- ジョニー・グリーンウッド（レディオヘッド）
- 竹村延和
- ポーリン・オリヴェロス
- 青木孝允
- ヤン富田
- クリスチャン・フェネス

IRCAMに関係する作曲家は、アシスタント技術士の支援を得てMaxによる電子音響を自作に応用することが多い。古くはピエール・ブーレーズが4Xコンピュータを用いて近年の代表作「レポン」などを作曲したが、この4Xコンピュータの制御に用いるために開発されたのが最初期のMaxである。「レポン」の制御プログラムは現在のMaxシステムにも移植され、最近の演奏会にて用いられている。他にもカイヤ・サーリアホ、ジョナサン・ハーヴェイなどといった作曲家による電子音響を用いた作品にも用いられており、そのための開発準備はIRCAMの各スタジオにて行われている。またIRCAMでは1ヶ月および1年間（2007年度以降は2年間）の研究員制度を設けており、公募によって選ばれた数名の若手作曲家は初歩からMaxおよびその他のソフトウェアを学び、1年後にはそれらを自らプログラミングして自作発表の演奏会に用いている。